# Spider-Man (игра, 1995)
Spider-Man — игра сайд-скроллер в жанре Экшн, разработанная Western Technologies и изданная Acclaim Entertainment и LJN в 1994 и 1995 годах. Основой послужил мультсериал 1994 года о супергерое Marvel Comics Человеке-пауке. Версии для SNES и Genesis имеют одинаковый сюжет, но различаются геймплеем, уровнем и противниками.
Это была последняя игра о Человеке-пауке, изданная Acclaim и LJN. В 2000 году лицензия на выпуск игра про Человека-паука была передана Activision.

## Геймплей
Игра представляет собой платформер сайд-скроллер. В версии для SNES присутствуют шесть уровней: Лаборатория, Строительная зона, Бруклинский мост, Кони-Айленд, Пентхаус Джей Джоны Джеймсона и Лечебница Рэйвенкрофт, а в версии для Genesis — пять: Лаборатория, Кони-Айленд и комната смеха, Строительная зона, Злые улицы города и Тюрьма Рэйвенкрофт для душевнобольных.

## Сюжет
Сюжет игры начинается с побега четырёх врагов Человека-паука из тюрьмы Рэйвенкрофт, — Доктора Осьминога, Зелёного гоблина, Алистера Смайта и инопланетного Убийцы пауков. Человек-паук должен остановить их, пока они не разрушили Нью-Йорк.

## Критика
В своём обзоре версии игры для SNES, Next Generation присвоил ей 2 звезды из 5, отметив, что «[у игры] есть некоторые достойные моменты — например, несколько скрытых комнат и эпизодические появления других плохих парней Marvel, таких как Ящер». Обозреватель GamePro описал версию Super NES как игру «где скорее нужно думать, чем прыгать и драться» из-за слабых боевых навыков персонажа и ограниченного количества и разнообразия врагов. Он пришёл к выводу, что игра больше подходит для любителей, нежели для опытных игроков.
Четыре обозревателя Electronic Gaming Monthly раскритиковали версию для Genesis, в частности за её ограниченную анимацию, плохой звук, отсутствие интересных способностей у персонажа и непривлекательную графику с небольшим количеством цветов. Они дали ей средний балл 4,25 из 10. Рецензент Next Generation также раскритиковал игру, в основном из-за отсутствия оригинальности. Он дал ей 1 звезду из 5, отметив, что «графика, звук, сюжет и вся игра в целом настолько банальна и скучна, что она не стоит и одной звезды, которую мы ей даём». GamePro дал ей преимущественной положительный отзыв, сославшись на многочисленных персонажей Marvel Comics, которые появляются в качестве камео, стилизованную под комикс графику и изобретательных врагов. Тем не менее, они разделили позицию EGM относительно звука, а также раскритиковали элементы геймлпея.
На сайте GameSpot игра имеет 7,2 балла из 10, а на портале GameFAQs — 3 звезды из 5.